# Herleville
Herleville é uma comuna francesa na região administrativa de Altos da França, no departamento de Somme. Estende-se por uma área de 6,05 km². Em 2010 a comuna tinha 185 habitantes (densidade: 30,6 hab./km²).